# Архикафедральная базилика Святых Петра и Павла (Познань)
Архикафедральная базилика Святых Петра и Павла в Познани (пол. Bazylika archikatedralna Świętych Apostołów Piotra i Pawła w Poznaniu) — одна из старейших церквей в Польше и старейший польский собор, чьё основание относится к X веку. Кафедральный собор архиепархии Познани. Расположен на Соборном (Тумском) острове, лежащем на северо-востоке от центра города Познань. Святыней храма традиционно являлся Меч святого Петра (ныне в соборе его точная копия).

## История
Первоначальное здание собора было построено во второй половине X века на территории укреплённого поселения (грод) Познани, располагавшегося на нынешнем острове Тумском («Кафедральном острове»). Это поселение было одним из важнейших политических центров раннего польского государства и включало в себя княжеский дворец (раскопанный археологами в 1999 году под церковью Пресвятой Девы Марии, расположенной в передней части собора). Дворец включал в себя часовню, возможно построенную для Дубравки, жены-христианки первого князя Польши Мешко I. Сам Мешко I крестился в 966 году, что стало важной вехой в христианизации Польши и упрочении государства. В это же примерно время и был возведён собор; статус кафедрального он получил в 968 году, когда первый епископ Польши, Йордан, был назначен папой Иоанном XIII. 

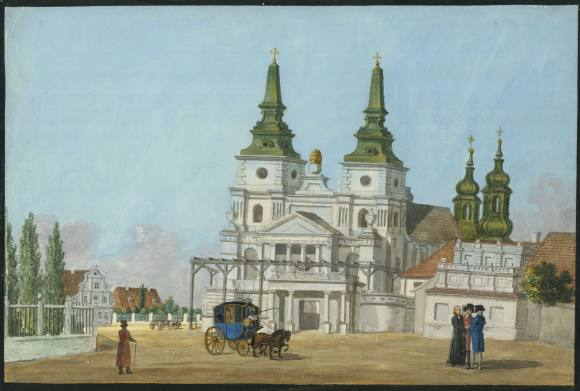
После перестройки в стиле классицизма (1798)

Будучи первым собором в стране он получил в качестве своего святого покровителя Апостола Петра. Первое здание собора было выполнено в дороманском стиле и составляло около 48 метров в длину. Фрагменты того строения до сих пор можно видеть в подвалах нынешнего собора. Первая церковь просуществовала около 70 лет до периода массового восстания язычников и захвата Познани чешским князем Бржетиславом I (1034—1038). Впоследствии собор был восстановлен уже в романском стиле, остатки этого строения видны в южной башне современного здания.
В XIV—XV веках собор был перестроен в готическом стиле. В это же время был добавлен венец капелл. Пожар 1622 года нанёс храму такой большой ущерб, что он нуждался в полной реконструкции, которая была проведена в стиле барокко. В следующий раз собор серьёзно пострадал от огня в 1772 году и был восстановлен в неоклассическом стиле. В 1821 году папа Пий VII повысил статус собора до Metropolitan Archcathedral и добавил ему второго святого покровителя — Апостола Павла. 
Последние большие разрушения храм испытал 15 февраля 1945 года, во время освобождения Познани от немцев. Разрушения были настолько серьёзными, что собор было решено восстановить в прежнем готическом стиле, основываясь на руинах средневекового здания, обнажившихся в результате пожара. Собор был заново открыт 29 июня 1956 года. В 1962 году папа Иоанн XXIII присвоил храму почётный статус малой базилики.

## Известные погребения
Собор является местом погребения для следующих правителей:
- 992 — Мешко I
- 1025 — Болеслав I Храбрый
- 1034 — Мешко II
- 1058 — Казимир I
- 1239 — Владислав Одонич
- 1257 — Пшемысл I
- 1279 — Болеслав Набожный
- 1296 — Пшемысл II